# Misión Vuelvan Caras
Misión Vuelvan Caras fue un programa social impulsado por el gobierno venezolano presidido por el presidente Hugo Chávez. Su objetivo fue completar el resto de las misiones bolivarianas, en especial las de educación (Misión Robinson, Misión Ribas y Misión Sucre;) y de economía (Misión Mercal).